# Василий (Стан)
Епи́скоп Васи́лий Стан (рум. Episcopul Vasile Stan; 30 января 1875 — 13 апреля 1945) — епископ Румынской православной церкви, епископ Марамурешский.

## Биография
Родился 30 января 1875 года в коммуне Соходол, комитат Нижняя Альба, Трансильвания, Австро-Венгрия (ныне жудец Алба, Румыния) в крестьянской семье.
Учился в гимназиях Брада, Беюша и Брашова. С 1893 по 1896 год продолжил образование в Богословско-педагогическом институте в Сибиу. В 1898—1902 годах обучался на философском факультете Бухарестского университета в Румынии. Был активным деятелей сплочения румын в Трансильвании.
В 1902 году был назначен преподавателем румынского языка в Богословско-педагогическом институте города Сибиу.
В 1906 году был рукоположен во диакона.
В 1908 году защитил докторскую диссертацию.
В 1911—1914 годах — редактор сибиуского педагогического издания «Vatra Scolară».
В 1913 году был рукоположен во священника.
После воссоединения Трансильвании с Румынией, в 1919 году был определен директором нормальной школы имени Андрея Шагуны в Сибиу. Оставался на этом посту до 1927 года. В этот период состоял издателем ежегодников школы.
В 1921 году был возведён в сан протоиерея. В 1925 году, овдовев, принял монашество в Монастыре Козия. В 1927 году был возведён в достоинство архимандрита и стал секретарём Сибиуской архиепископии.
14 октября 1928 был хиротонисан во епископа Рэшинарского, викария Сибиуской архиепископии.
1 июля 1937 года была образована Марамурешская епархия с включением её в состав Буковинской митрополии. 1 ноября 1938 года избирательным собранием под председательством митрополита Виссариона (Пую) епископ Василий был избран на Марамурешскую кафедру. Король декретом от 14 ноября подтвердил выбор, а митрополит Виссарион утвердил его митрополичьей грамотой от 17 ноября 1938 года. На 1937 год в Марамуреше было 49 священников, 35 псаломщиков, 82 церкви и 24 приходских дома. Приходов было 74 и 229 дочерних. Большое число дочерних приходов поясняется тем, что они представляют часть сел, переходящих в православие, но, не имея ещё систематизированного прихода, они были временно приписаны к ближайшему систематизированному приходу
Решением Второго венского арбитража нацистской Германии и фашистской Италии от 30 августа 1940 года Северная Трансильвания (включая Северный Марамуреш) отошла к Венгрии, следствие чего Марамурешская епархия прекратила свою деятельность, епископ Василий оставался ее номинальным главой и жил в Сибиу (Южная Трансильвания). В это время резиденция была захвачена, учреждения упразднены, епископская часовня снесена, кресты на резиденции сбиты пулемётами, отчуждены колокола, имущество и пожертвования епархии конфискованы. Священники в деревнях подверглись унижениям и издевательствам, многие были заключены в тюрьму, и почти все были изгнаны.
Скончался 13 апреля 1945 года в Сибиу.

## Публикации
- «Predica în biserică şi importanţa şi necesitatea ei», Anuarul XX al Institutului teologic-pedagogic, Sibiu, 1904, 3-24.
- «Centenarul lui Şaguna şi opinia publică românească», Anuarul XXVI al Institutului teologie-pedagogiс, Sibiu, 1910, 3-32 (şi extras).
- Magyar elemec a Moczoc nyelveben (Elemete maghiare în limba morţilor) (teza de doctorat), Sibiu, 1908.
- Gramatica limbii maghiare întocmită pentru scoalele normale, Sibiu, 1909.
- Secretul succesului. Traducere şi prelucrare după R. Ruiz Amado, Sibiu, 1915.